# Moraea fugax
Espèce
Moraea fugax est une espèce de plantes de la famille des Iridacées.